# USS George H.W. Bush (2009)
De USS George H.W. Bush (pennantnummer: CVN-77) is een supervliegdekschip voor de Amerikaanse marine. Het is het tiende en laatste vliegdekschip uit de Nimitzklasse. Het eerste schip uit die klasse was al in 1972 klaar.
Het schip is vernoemd naar voormalig president George H.W. Bush die voor de marine vloog tijdens de Tweede Wereldoorlog. De volgende vliegdekschepen zullen van de geplande Gerald R. Ford-klasse zijn. De George H.W. Bush kent grote verschillen ten opzichte van de andere Nimitz-vliegdekschepen en wordt daarom als een aparte subklasse beschouwd. Het schip wordt ook als een transitie gezien tussen de oudere Nimitz-schepen en de komende Gerald R. Ford-klasse.
De bouw van de USS George H. W. Bush begon in 2001. De kiel werd gelegd in 2003. In oktober 2006 gebeurde de scheepsdoop. Het is, naast de USS Ronald Reagan, waarvan de naamgever overleed tijdens de tocht van de Oostkust van de Verenigde Staten naar thuishaven San Diego aan de Westkust van de Verenigde Staten en de USS Carl Vinson genoemd naar een Amerikaans Congreslid uit Georgia die in 1981 overleed, het enige Amerikaanse vliegdekschip dat zijn naam kreeg naar een nog levend persoon. De officiële overdracht vond plaats op 11 mei 2009.